# 蟹蛙蛭
蟹蛙蛭（学名：Batracobdella cancricola）为舌蛭科蛙蛭属的动物，俗名蟹拟扁蛭。在中国大陆，分布于浙江、湖北、福建等地，一般生活于溪蟹体上。该物种的模式产地在浙江。